# Kodiosoma fulva
Kodiosoma fulva är en fjärilsart som beskrevs av Richard Harper Stretch 1872. Kodiosoma fulva ingår i släktet Kodiosoma och familjen björnspinnare. Inga underarter finns listade i Catalogue of Life.